# Pellenes limbatus
Pellenes limbatus es una especie de araña saltarina del género Pellenes, familia Salticidae. Fue descrita científicamente por Kulczynskien  1895.
Habita en Azerbaiyán, Kazajistán, Mongolia, Rusia y Tayikistán.